# Thanos Petsos
Thanos Petsos (griechisch Θάνος Πέτσος, * 5. Juni 1991 in Düsseldorf) ist ein griechisch-deutscher Fußballspieler.

## Karriere

### Verein
Petsos wechselte 2001 vom Düsseldorfer SC 99 in die Jugend von Bayer 04 Leverkusen. Am 5. März 2010 wurde er erstmals in der Regionalliga West in der zweiten Mannschaft von Bayer Leverkusen eingesetzt. Sieben Wochen später wurde er in der Bundesligapartie gegen Hannover 96 eingewechselt und kam so zu seinem Profidebüt. Am 27. Juni 2010 verlor er mit Bayer Leverkusens U-19 das Finale um die deutsche A-Junioren-Meisterschaft gegen Hansa Rostock mit 0:1.
Zur Saison 2010/11 wurde Petsos an den 1. FC Kaiserslautern verliehen. Obwohl eigentlich als Rechtsverteidiger geholt, spielte er beim FCK fast ausschließlich im defensiven Mittelfeld. Im April 2011 verständigten sich beide Vereine auf eine Verlängerung der Leihe um ein weiteres Jahr. Bei Bayer Leverkusen stand Petsos bis 2014 unter Vertrag. Zur Saison 2012/13 wechselte er zur SpVgg Greuther Fürth. Er unterschrieb beim damaligen Bundesligaaufsteiger einen Dreijahresvertrag. Zur Saison 2013/14 ging er in die österreichische Bundesliga zum SK Rapid Wien, bei dem er einen bis zum 30. Juni 2016 laufenden Vertrag unterschrieb.
Zur Saison 2016/17 wechselte er ablösefrei zurück nach Deutschland zu Werder Bremen. Er unterschrieb einen Dreijahresvertrag. Im Januar 2017 ging Petsos auf Leihbasis zum FC Fulham in die englische Football League Championship. Im August 2017 kehrte er leihweise zu Rapid Wien zurück. Im Sommer 2018 kehrte Petsos nach Bremen zurück, gehörte jedoch nicht mehr dem Bundesligakader von Trainer Florian Kohfeldt an. Nachdem er in der Sommertransferperiode keinen neuen Verein gefunden hatte, stieg er im September 2018 in das Mannschaftstraining der zweiten Mannschaft ein, die in der viertklassigen Regionalliga Nord spielt. Nach dem Ende seines Vertrag verließ er Werder nach der Saison 2018/19.
Nach einem halben Jahr ohne Verein kehrte er im Januar 2020 nach Österreich zurück und wechselte zur WSG Tirol. Bei der WSG gelang es ihm schließlich, nach zuvor dreieinhalb erfolglosen Jahren, sich erneut in der österreichischen Bundesliga zu etablieren, er war einer der hauptverantwortlichen Leistungsträger, dass die sportlich eigentlich 2020 noch abgestiegene WSG 2020/21 das Meister-Playoff erreichte. In zwei Jahren bei den Wattenern absolvierte der Grieche 60 Bundesligapartien und erzielte dabei vier Tore. Im Januar 2022 wechselte er nach Lettland zum Riga FC.

### Nationalmannschaft
Nachdem er siebenmal für die griechische U-19 aufgelaufen war, bestritt er am 28. März 2011 in einem Freundschaftsspiel gegen Belgien seine erste Partie für die griechische U-21. Für das Testspiel gegen Bosnien-Herzegowina am 10. August 2011 wurde er zum ersten Mal in den A-Nationalmannschaftskader berufen. Bei dem torlosen Remis wurde er in der 83. Minute für Konstantinos Katsouranis eingewechselt.